# Tram van Matsuyama
De tram van Matsuyama zorgt samen met (voor)stadstreinen en bussen voor het openbaar vervoer in de Japanse stad Matsuyama, hoofdstad van de prefectuur Ehime.
De tram wordt uitgebaat door het privébedrijf Iyo Tetsudō K.K. (伊予鉄道株式会社) of afgekort Iyotetsu (伊予鉄).

## Het net
Infrastructureel is het net opgebouwd uit vijf deeltrajecten:
| Lijn          | Traject(en)                                             | Lengte          | Haltes | Enkel-/dubbelspoor | Openingsdatum    |
| ------------- | ------------------------------------------------------- | --------------- | ------ | ------------------ | ---------------- |
| Jōhoku-lijn   | Komachi - Heiwadōri 1                                   | 2,7 km          | 9      | enkelspoor         | 22 augustus 1895 |
| Jōnan-lijn    | Dōgo-Onsen - Nishi-Horibata / Kamiichiman - Heiwadōri 1 | 3,5 km / 0,1 km | 11 / 2 | dubbelspoor        | 1 september 1911 |
| Honmachi-lijn | Nishi-Horibata - Honmachi 6                             | 1,5 km          | 5      | enkelspoor         | 1 september 1911 |
| Ōtemachi-lijn | Nishi-Horibata - JR Matsuyama Station - Komachi         | 1,4 km          | 5      | dubbelspoor        | 1 mei 1936       |
| Hanazono-lijn | Matsuyama stadsstation - Minami-Horibata                | 0,4 km          | 2      | dubbelspoor        | 25 maart 1947    |

Op dit net rijden de tramlijnen 1, 2, 3, 5 en 6 en de kern wordt gevormd door een ringlijn die in beide richtingen wordt bereden. Het noordelijke deel van deze ring, tussen de haltes Heiwadōri 1-chrōme (平和通一丁目) en Miyatachō (宮田町) wordt als spoorweg beschouwd en is grotendeels enkelsporig. Dit traject is aangelegd op eigen bedding tussen de bewoning en wordt beveiligd door seinen en met slagbomen uitgeruste overwegen.
| Lijn | Routenaam | Traject |
| ---- | --------- | --- |
|      | 環状線    | Ringlijn (wijzerzin): Matsuyama stadsstation → Station Matsuyama JR → Kiyachō → Teppochō → Ōkaidō → Matsuyama stadsstation      |
|      | 環状線    | Ringlijn (tegenwijzerzin): Matsuyama stadsstation → Ōkaidō → Teppochō → Kiyachō → Station Matsuyama JR → Matsuyama stadsstation |
|      | 市駅線    | Dōgo-Onsen - Ōkaidō - Matsuyama stadsstation                                                                                    |
|      | JR線      | Dōgo-Onsen - Ōkaidō - Station Matsuyama JR                                                                                      |
|      | 本町線    | Dōgo-Onsen - Ōkaidō - Honmachi 6-chrōme                                                                                         |

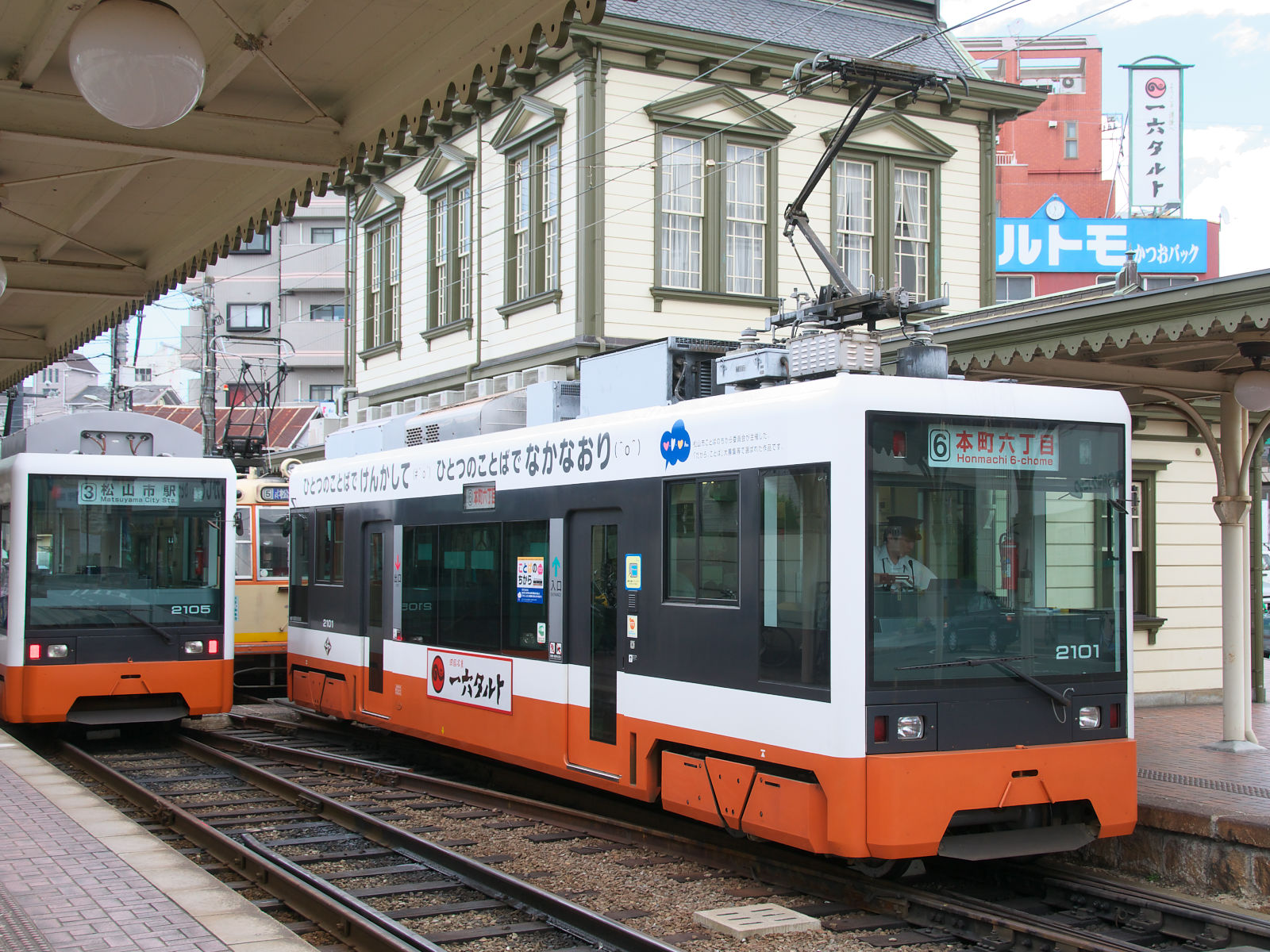
Lagevloertram van het type 2100 aan het eindpunt Dōgo-Onsen

Lijnen 1 en 2 beginnen en eindigen hun rit aan het ten zuiden van de stad gelegen stadsstation (Matsuyama-shieki - 松山市駅) waar kan overgestapt worden op de eveneens door Iyotetsu uitgebate voorstadstreinen. Dit station ligt op circa 1,3 km van het door de Japanse spoorwegen (JR) bediende station. Een andere overstapmogelijkheid op het voorstadsnet bevindt zich ter hoogte van Komachi (古町).
De drie andere lijnen hebben hun eindpunt aan het kuuroord Dōgo-Onsen (道後温泉). Zij volgen een gemeenschappelijk traject via het zuidelijke deel van de ringlijn en waaieren in het westen uit: lijn 3 buigt zuidwaarts af naar het stadsstation, lijn 5 vervolgt zijn weg rechtdoor naar het JR-station van Matsuyama en lijn 6 buigt rechtsaf in noordelijke richting via een enkelsporig traject in het midden van een brede stadsboulevard om te eindigen aan het noordelijke deel van de ringlijn.
Even ten oosten van het JR-station - ter hoogte van de halte Ōtemachi - bevindt zich de enige nog bestaande gelijkgrondse spoorweg-/tramkruising van Japan.

## Rollend materieel
Het trampark telt 36 kleine, niet-gelede trams waarvan een kleine meerderheid nog met hoge vloer. Het instappen gebeurt achteraan (= deur in het midden van de tram) en het uitstappen vooraan bij de chauffeur. Het park is zeer gevarieerd en telt vier voertuigseries:
| Type           | Aantal | Nummers                          | Jaar                                                | Foto | Opmerkingen |
| -------------- | ------ | -------------------------------- | --------------------------------------------------- | ---- | ----------- |
| Moha type 50   | 15     | 51, 52, 53, 55, 66, 68-70, 72-78 | In verschillende series gebouwd tussen 1951 en 1964 |      |             |
| Moha tyoe 2000 | 5      | 2002-2006                        | In 1979 overgenomen van de tram van Kyoto           |      |             |
| Moha type 2100 | 10     | 2101-2110                        | Maart 2002                                          |      | lagevloer   |
| Moha type 5000 | 6      | 5001-5006                        | September 2017                                      |      | lagevloer   |

## Geschiedenis

Evolutie van het tramnet van Matsuyama

Nadat Iyotetsu in 1888 de eerste spoorlijn op het eiland Shikoku introduceerde, zorgde het bedrijf Dōgo Tetsudō (道後鉄道) in 1895 voor een eerste tramverbinding op smalspoor (762 mm) tussen Dōgo-Onsen en het stadscentrum enerzijds, Komachi anderzijds. Deze lijn lag aan de basis van het tramnet dat vanaf 1900 na de overname door Iyotetsu zou uitgebouwd worden en tegen 1911 geëlektrificeerd en heraangelegd met een spoorwijdte van 1067 mm (kaapspoor).
Eveneens in 1911 werd een normaalsporige lijn aangelegd, enerzijds door de stad en via Komachi parallel aan de bestaande spoorlijn naar de havenplaats Enoguchi (江ノ口), anderzijds via het huidige tracé tot aan Dōgo-Onsen. Deze lijn werd in 1923 omgebouwd naar kaapspoor. De oorspronkelijke tramtrajecten werden grotendeels in 1926 (gelijktijdig met een trajectaanpassing in het centrum) en in 1927 (met de voltooiing van het huidige noordelijke deel van de ringlijn) op de nieuwe spoorwijdte gebracht. Hetzelfde gebeurde met de lijn naar Enoguchi. Voor deze lijn werd een zijtak in gebruik genomen van Komachi naar het nieuw opgerichte station. In 1936 werd het station echter verplaatst wat aanleiding gaf tot het sluiten van de zuidelijke ringlijn. In de naoorlogse periode legde men ten slotte de zuidelijke en centrale zijtak aan waardoor de rechtstreekse verbinding met Komachi behouden bleef.
Andere ideeën geraakten niet verder dan de tekentafel. Er bestaat nog wel een concreet plan voor een nieuwe zijtak in westelijke richting voorbij het station met op lange termijn de bediening van de luchthaven van Matsuyama.

## Botchan Ressha

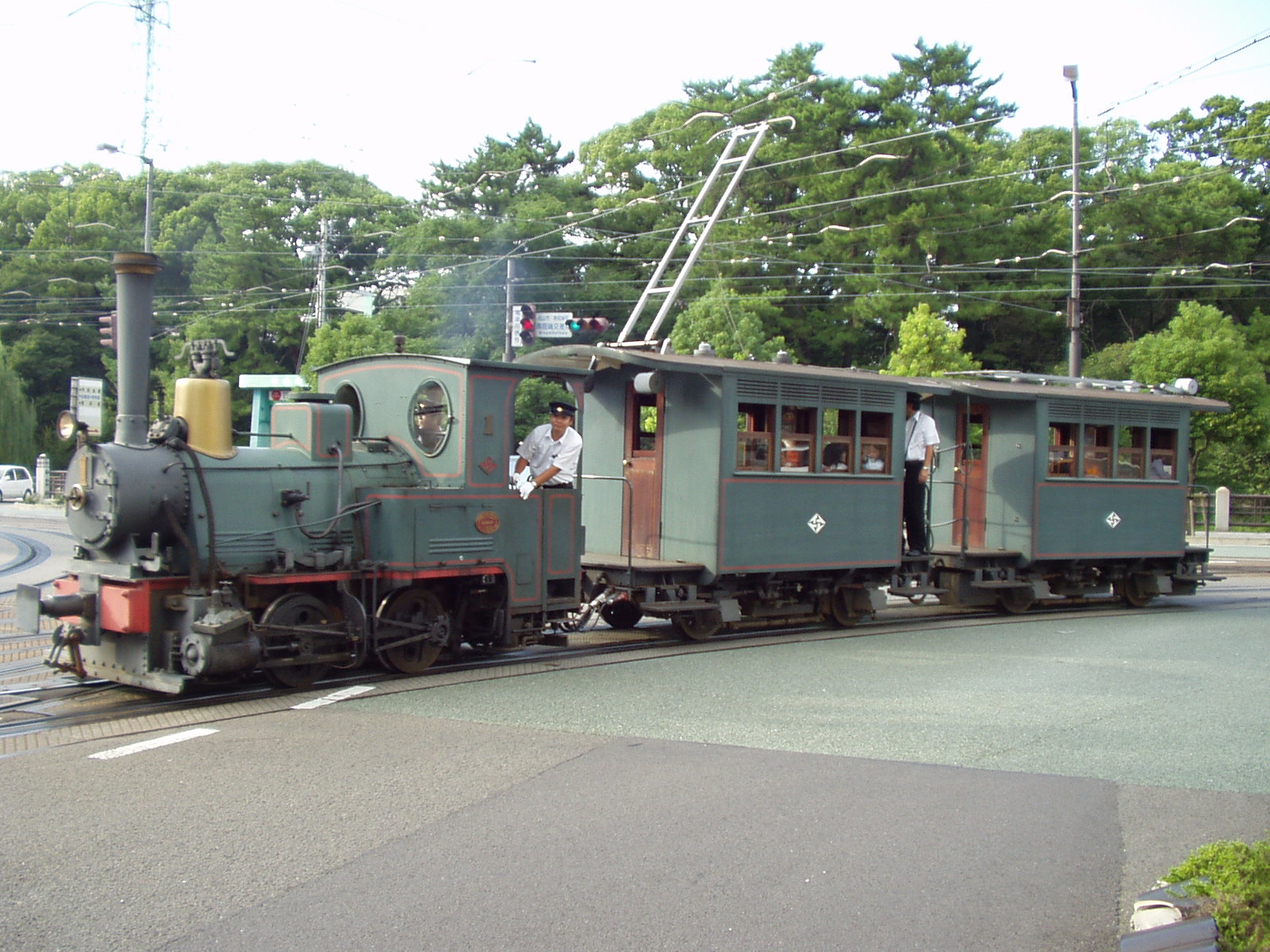
Op diesel rijdende "stoomtrein" met stroomafnemer

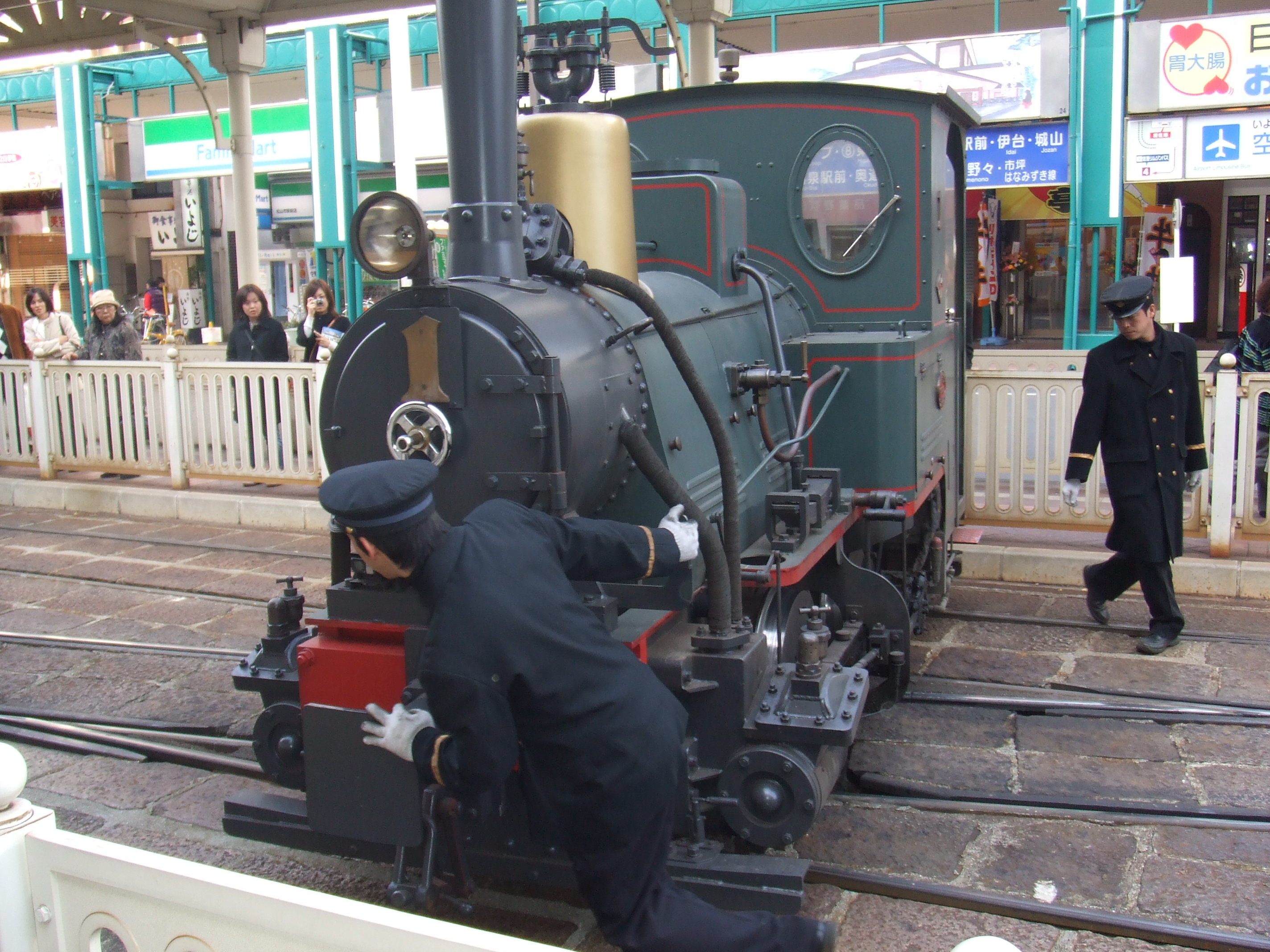
De Botchan-locomotief wordt op het eindpunt manueel gedraaid met behulp van een draaischijf

Een merkwaardige verschijning op het tramnet is het toeristisch Botchan-treintje. Deze replica-stoomtrein rijdt op diesel en heeft een hulp-stroomafnemer. De trein is genoemd naar de novelle van Natsume Sōseki, een van de meest vooraanstaande Japanse novelle-schrijvers. De replica dateert uit 2001 en kwam ter vervanging van de originele stoomtrein die van 1888 tot 1954 gedurende 67 jaar dienst deed. De locomotief zelf is gemonteerd op een draaischijf die op het einde van de rit gebruikt wordt om de locomotief te keren.